# TOI-6086
TOI-6086 — одиночная звезда в созвездии Геркулеса на расстоянии приблизительно 102 световых лет (около 31,3 парсек) от Солнца. Визуальная звёздная величина звезды — +15,049m. Возраст звезды определён как не менее 2 млрд лет.
Вокруг звезды обращается, как минимум, одна планета.

## Характеристики
TOI-6086 — красный карлик спектрального класса M3V, или M3, или M4V. Масса — около 0,253 солнечной, радиус — около 0,26 солнечного, светимость — около 0,00639 солнечной. Эффективная температура — около 3216 K.

## Планетная система
В 2024 году группой астрономов, работающих в рамках программы TESS, было объявлено об открытии планеты TOI-6086 b.